# Mijailo Hrushevski
Myjailo Serhíyovych Hrushevski (en ucraniano: Миха́йло Сергі́йович Груше́вський; Chełm, 29 de septiembre [17 de septiembre según el calendario juliano] de 1866-Kislovodsk, 24 de noviembre de 1934) fue un historiador y académico ucraniano, figura pública y política, miembro del Partido de Socialistas Revolucionarios de Ucrania, una de las figuras más importantes del renacimiento nacional ucraniano de principios del siglo XX.
Fue el más grande historiador moderno del país, el líder del movimiento nacional de Ucrania, presidente de la Rada Central Ucraniana (1917-1918, el Parlamento revolucionario de Ucrania) de la República Popular Ucraniana y una figura cultural de primer orden en la Ucrania Soviética en la década de 1920. Murió en circunstancias sospechosas durante las purgas de Stalin en 1934.
En las elecciones a la Asamblea Constituyente Rusa, celebradas el 	25 de noviembre de 1917, fue elegido diputado por la circunscripción de Kiev, revelándose los socialistas revolucionarios ucranianos como la tercera fuerza política más votada con  81 escaños.
Pero al suprimir el Gobierno de Lenin la Asamblea Constituyente Rusa el 19 de enero de 1918, la Rada Central Ucraniana adoptó, el 22 de enero, la Cuarta Proclama Universal en la que se declaraba: "La República Popular Ucraniana se proclama Estado independiente, libre y soberano de la nación ucraniana".
Su obra más célebre, Historia de Ucrania-Rus (Історія України-Руси), escrita entre 1895 y 1933, es una monografía en diez tomos dedicada a la historia de Ucrania desde la prehistoria hasta la mitad del siglo XVII.

## Bibliografía

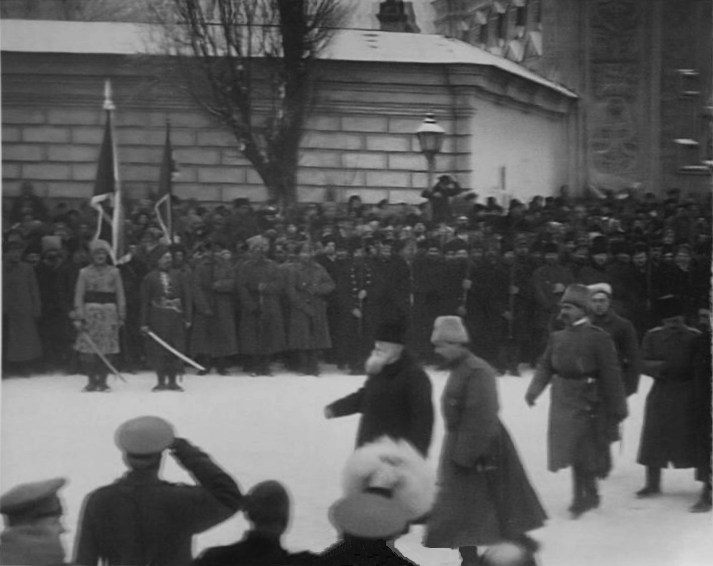
Myjailo Hrushevski en un desfile militar en Kiev. 1917.